# Anatoliy Budyak
Anatoliy Budyak, nascido em 29 de setembro de 1995 em Vinnytsia, é um corredor ciclista ucrâniano, membro da equipa Wibatech Merx 7R.

## Biografia
Em 2015, Anatoliy Budyak distingue-se obtendo diversos lugares de honra : segundo da Volta a Portugal do Futuro, quinto do Bałtyk-Karkonosze Tour e décimo do Grande Prêmio Sotchi Maior. Ao mês de agosto, faz-se constar terminando decimocuarto da Volta de l'Avenir. Não obstante, faz o objeto durante a prova de um controle positivo ao mesocarb, uma substância proibida. Consequentemente, está suspenso pelo UCI até 27 de fevereiro de 2017.
Uma vez que a sua suspensão terminou, ele reintegrou a equipa ISD-Jorbi Continental em março de 2017. Para seu regresso à competição, classifica-se quarto da Volta de Mersin, quinto do campeonato da Ucrânia em estrada e oitavo da Volta de Fuzhou. Na Copa das Nações esperanças, distingue-se tomando o oitavo lugar do Grande Prêmio Priessnitz spa.
Em 2018, Anatoliy Budyak apanha a nova equipa continental ucrâniana Lviv. Baixo as suas novas cores, é segundo de uma etapa da Volta de Cartier, terçeiro do Tour of Malopolska, sétimo da Horizonte Park Race for Peace e do campeonato da Ucrânia em estrada. Em julho, assina ao clube ULB Desportos-Natural Greatness, em Espanha. Rapidamente, brilha conseguindo a primeira etapa da Volta de Ávila. Pódio no dia seguinte por Iván Martínez, deve alegrar-se finalmente da segunda vez do pódio
Em 2020, está seleccionado para representar o seu país nos Campeonato Europeu de Ciclismo em Estrada organizados em Plouay no Morbihan. Classifica-se trigésimo-sexto da corrida em linha

## Palmarés
| - 2015 - 2.º da Volta a Portugal do Futuro - 2017 - 2.º do campeonato da Ucrânia em estrada esperanças - 2018 - 1.ª etapa da Volta de Ávila - 3. ª etapa da Volta de León - Volta a Vetusta : - Classificação geral - 1.ª etapa - 2.º da Volta a Ávila - 2.º da Volta a Leão - 3.º do Tour of Malopolska - 2019 - - 1.ª etapa do Tour de Malopolska - 2.º do Horizonte Park Race for Peace - 2.º do Tour de Malopolska | - 2020 - Grande Prêmio Develi - Grande Prêmio World's Best High Altitude - 2.º do campeonato da Ucrânia em estrada - 2.º do Grande Prêmio Manavgat - 3.º do Grande Prêmio Velo Alanya - 2021 - Volta de Mevlana : - Classificação geral - 3. ª etapa - Prólogo e 3. ª etapa do Tour of Malopolska - Grande Prêmio Kayseri - 2.º do campeonato da Ucrânia em estrada - 3.º do Tour de Malopolska |

## Classificações mundiais
| Ano             | 2015   | 2016 | 2017  | 2018  |
| UCI Europe Tour | 367.º. |      | 645.º | 726.º |